# Arend van Dam (schrijver)

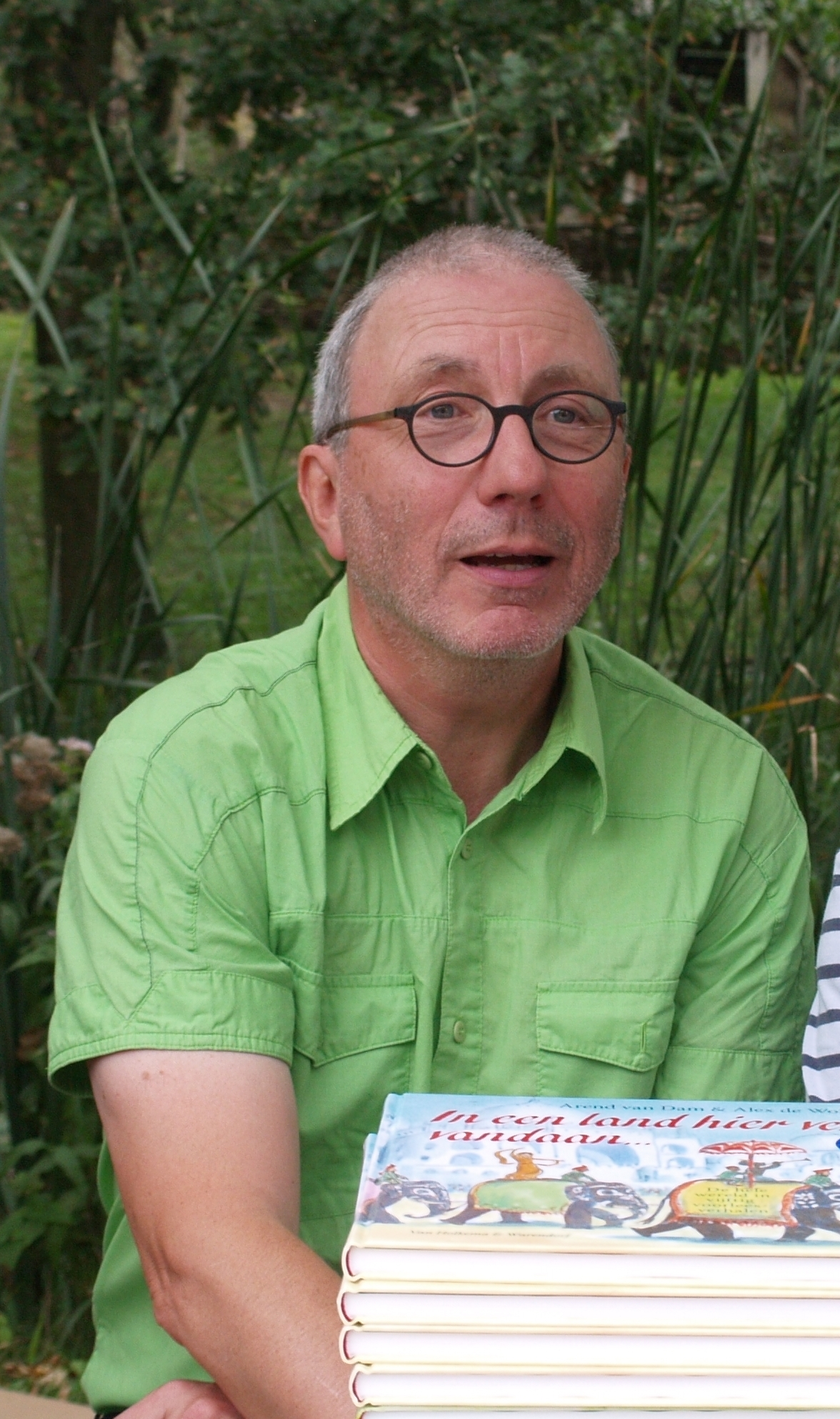
Arend Van Dam bij de presentatie van In een land hier ver vandaan...

Arend van Dam (Maassluis, 24 juni 1953) is een Nederlandse schrijver. Hij is vooral bekend vanwege zijn kinderboeken over de geschiedenis.

## Biografie
Voordat Van Dam schrijver werd deed hij een opleiding maatschappelijk werker aan de Sociale Academie in Baarn. Na zijn slagen werkte hij bij de drugshulpverlening in Utrecht, en later werkte hij in gevangenissen.
Lange tijd woonde Van Dam in Veenendaal, daarna een tijd in Harlingen, en tegenwoordig in Breda.
Hij begon pas met schrijven toen hij op zijn 28e vader werd. Zijn eerste boek Een beetje zwanger uit 1983 was bedoeld als handleiding voor vaders. Dit was meteen een groot succes, het boek wordt nog altijd goed verkocht. Door het plezier in het schrijven en zijn succes zorgde ervoor dat er niet veel later meer boeken volgde.
In 1989 verscheen het eerste kinderboek van zijn hand, Het Pietenboek, nadien verschenen een hele hoop kinderboeken en sindsdien is hij ook vooral bekend als kinderboekenschrijver.
Van Dams boeken zijn ook bekend in het buitenland. De zevendelige serie Liefste papa van de hele wereld is vertaald in het Chinees. Van deze serie werden in China al meer dan één miljoen exemplaren verkocht. De serie Met papa mee... is zowel in het Chinees als in het Deens vertaald.

## Bekroningen
- 2007 - Tip van de Nederlandse Kinderjury 10 t/m 12 jaar voor Onder vuur.
- 2008 - Zilveren Griffel voor Lang geleden...
- 2018 - Thea Beckmanprijs voor De reis van Syntax Bosselman : verhalen over de slavernij [1]
- 2019 - Zilveren Griffel voor De reis van Syntax Bosselman : verhalen over de slavernij
- 2019 - White Raven voor De reis van Syntax Bosselman : verhalen over de slavernij , samen met illustrator Alex de Wolf. De White Raven is een selectie van bijzondere kinder- en jeugdboeken van over de hele wereld, gemaakt door de Internationale Jugendbibliothek in München.[2]

### Kinderboeken
- Het Pietenboek (1989)
- Oliebollen en Vuurwerk (1989)
- Een dagje uit, een weekje weg (1992)
- Een mond vol tanden (1993)
- Poe'i, een kind als keizer (1993)
- Mijn tante uit de hutkoffer (1993)
- Het laatste avontuur (1994)
- Als ik later vader ben... (1995)
- Peter, De tsaar van Kattenburg (1996)
- Ik ben al vijf (1997)
- Een heel jaar zes (1997)
- 1,2,3,4,5,6, zeven (1998)
- Eindelijk acht (1998)
- Schrik van de Zee (1998)
- Links & Rechts (samen met Jet Boeke geschreven) (1998)
- Mart en de Liefde (1999)
- Alles mag op kinderdag (1999)
- Wat komt er na drie, vier (1999)
- School op slot (1999)
- School te koop (1999)
- Het Pietenboek (2000)
- School in aanbouw (2000)
- De Hofreis (2000)
- De neus van Anders Aakeson (2000)
- Het zit in de familie (2000)
- Het stempel van de Karper (2000)
- Prins van Oranje (2001)
- Aruba, eiland voor vrienden (2001)
- Beroemd (2001)
- Potje met vet (2002)
- Hé, wat gek, een fietsenrek (2001)
- Bang (2001)
- Een held op sokken (2001)
- Een vrolijk kerstfeest
- Potje met vet (2002)
- Sterke Jan, Volksverhalen over reuzen, aardgeesten en legendarische helden (2002)
- Het spel van de wereld (2002)
- Het goud van Suriname (2002)
- Rood, wit, blauw en oranje (2003)
- Een nieuwe naam voor Volle Maan (2003)
- De ontvoerde prinses (2003)
- Mijn tante uit Marokko (2003)
- Red Dada! (2004)
- Onder Vuur (2004)
- Het geheim van Mette (2004)
- Een dagje uit, een weekje weg
- Schildknaap op het Muiderslot (2004)
- Een indiaan zonder veren (2004)
- De liefste papa van de wereld (samen met Alex de Wolf geschreven) (2004)
- De liefste papa en ik (met Alex de Wolf) (2005)
- Een vers broodje doodshoofd(2005)
- Complot op het spoor (2005)
- Onder vuur (2006)
- De liefste papa en ik gaan verhuizen (2007)
- Koken met de liefste papa (2007)
- Lang geleden... (2007)
- Gebakken juf met kiwisaus (2007)
- In een land hier ver vandaan... (2008)
- Trek je eigen plan (2008)
- Met papa mee (2008)
- Echte helden zwijgen niet (2008)
- Ridder zonder kasteel [2008]
- Echte helden willen scoren (2009)
- Werken voor de Vijand (2009)
- Overal en ergens... (2009)
- Het raadsel van de pyramide (2011)
- Een hele kunst... (2011)
- Ridders en kastelen (2011)
- Ontdekkingsreizen (2011)
- Voorbij de horizon... (2012)
- Ridderfeest op het Muiderslot (2012)
- Gemaskerd naar het bal (2012)
- Leve de koning... (2013)
- Nu of ooit... (2013)
- Het Pietenboek (2013)
- Werken voor de vijand (2011)
- Avé, Caesar! (2014)
- Op een dag... (2014)
- De Vikingen (2015)
- Op reis door Nederland / Exploring the Netherlands (2015)
- De reis van Syntax Bosselman : verhalen over de slavernij (2018). Met illustraties van Alex de Wolf.
- De bromvliegzwaan en andere verhalen over onze taal (2018). Met illustraties van Anne Stalinski. Dit boek kreeg voor de illustraties een Zilveren Penseel.
- De droom van Amalia (2021)
- Goud (2024)

### Non-fictie
- Een beetje zwanger, handboek voor vaders (1983)
- Seniorenhandboek (1987)
- De magie van de traan (1990)
- Heen en weer heen, over pontjes, voetveren, veerlieden en veerhuizen (1992)
- De ideale vader, speurtocht naar de essentie van het vaderschap (1993)
- Spermadilemma, over de vruchtbaarheidsbeleving van de man (1998)
- Utrecht. Waar het hart vol van is (samen met Ed van Eeden geschreven) (1998)
- Een prachtvol lustoord - De Stichtse Lustwarande herontdekt (1999)
- De Blauwe Kamer, Nieuwe natuur langs de Nederrijn (2002

### Tijdschriften
- Diverse verhalen in de tijdschriften 'Leeftijd' en 'Taptoe'

## Naamgenoot
Naamgenoot en tekenaar Arend van Dam heeft voor een aantal kinderboeken de illustraties gemaakt. De schrijver zelf zegt niet goed genoeg te tekenen om zelf de illustraties van zijn boeken te doen. De tekenaar is tevens zijn achter-achterneef.